# Fisklösen (Gåsborns socken, Värmland)
Fisklösen är en sjö i Filipstads kommun i Värmland och ingår i Göta älvs huvudavrinningsområde.